# La Galerie des monstres
La Galerie des monstres è un film muto francese del 1924 diretto da Jaque Catelain. Ambientato nel mondo circense, il film racconta la storia di una coppia di artisti itineranti e delle difficoltà che affrontano all'interno di un circo popolato da personaggi eccentrici.

## Trama
Riquet's, un clown, e Ralda, una giovane donna di buona famiglia, si innamorano e decidono di fuggire insieme per unirsi a un circo itinerante in Spagna. All'interno del circo, la bellezza di Ralda attira l'attenzione indesiderata del direttore, Buffalo, che, respinto, sabota uno dei suoi numeri liberando un leone, causando il ferimento della donna. Nonostante le avversità, la coppia cerca di costruire una nuova vita lontano dal circo.c

## Accoglienza
Il film è stato restaurato da Lobster Films e ha ricevuto nuova attenzione grazie a proiezioni con accompagnamento musicale dal vivo, come quelle curate dalla Alloy Orchestra. Critici e storici del cinema hanno elogiato La Galerie des monstres per la sua rappresentazione empatica dei personaggi del circo e per l'uso innovativo della fotografia e delle scenografie.cinema.cornell.